# Phyllanthus incrustatus
Phyllanthus incrustatus är en emblikaväxtart som beskrevs av Ignatz Urban. Phyllanthus incrustatus ingår i släktet Phyllanthus och familjen emblikaväxter. Inga underarter finns listade i Catalogue of Life.